# 마르틴 보어만
마르틴 루트비히 보어만(독일어: Martin Ludwig Bormann, 1900년 6월 17일 ~ 1945년 5월 2일)은 나치당의 주요 인물이다. 히틀러의 보좌관들 중 수석인 당관방지휘자를 역임하여 당 내부 업무를 사실상 총괄했다.

## 생애
나치당이 권력을 잡은 뒤에도 루돌프 헤스의 부관으로 일하면서 눈에 띄게 두각을 나타내지는 않았으나, 업무에 충실하고 유능한 면모로 차츰 주목받게 되었다. 1941년에 상관이었던 헤스가 영국으로 날아갔다가 체포되어 억류된 뒤 그 자리를 이어받았다. 부관이 된 뒤에는 다른 고위층 인사들과 막후 권력 투쟁을 벌여 자신의 입지를 강화시켰고, 히틀러로부터도 절대적인 신임을 받아 '퓌러 비서'라는 사실상 정치적 서열 2위의 자리를 차지했다. 이후 홀로코스트나 슬라브족에 대한 전쟁 범죄와 은폐 등에 적극적으로 관여했다. 전쟁 말기에도 히틀러의 권력을 넘보던 헤르만 괴링이나 단독으로 서방 연합국과 휴전을 꾀하던 하인리히 힘러를 반역자로 간주해 실각시키는데 기여했고, 히틀러는 마지막 유언에서 보어만을 나치당 총리로 임명했다.
그러나 히틀러 자살 후 소련과 단독 강화를 추진하다 실패한 뒤, 나치 잔존 세력들이 확보한 덴마크 접경 독일 북부로 탈출을 시도했다. 이 과정 중에 행방불명되었고, 뉘른베르크 재판에서는 궐석 피고로 기소되어 사형을 언도받았다. 재판 중 증인으로 출석한 히틀러 청소년단 지도자 아르투어 악스만은 베를린의 한 다리 밑에서 보어만의 시체를 보았다고 증언했으나, 시신이 발견되지 않아 한동안 남아메리카나 스페인으로 도피해 은거하고 있다는 추측까지 나오기도 했다.
그러나 1972년 말 베를린의 한 철도역 부근 도로공사장에서 신원 불명의 유골들이 발굴되었고, 조사 결과 보어만과 루트비히 슈툼페거의 유골로 확인되었다고 발표되었다. 서독 정부는 보어만의 사망을 공식적으로 발표했고, 법원에서도 사망을 인정했다. 그럼에도 의혹이 계속되자 1998년 보어만의 아들과 유골의 DNA 감정을 거쳤고, 이 감정에서도 역시 보어만의 유골이 맞다고 입증되었다. 최종 확인된 유골은 네오나치들의 우상화를 막기 위해 화장되어 발트해의 공해상에 뿌려졌다. 하지만 현재도 이 유골의 진위를 의심하는 사람들이 많다. 그 근거로는 베를린 전투 당시 수십만의 시체들이 아무렇게나 널려 매장되었기에 그 속에서 보어만의 시체를 찾기란 불가능하며, 또 보어만의 유골치아에서 발견된 아말감은 전후 치과치료에서 행해진 흔적이기에 인골이 다른 사람의 것이라는 것이다. 또 아돌프 아이히만은 뉘른베르크 재판당시 보어만은 남미에 살아있다고 증언하기도 했다.

## 생존설
마르틴 보어만의 생존설은 1972년 영국의 데일리 미러지가 최초로 보도했다. 이 보도에 따르면 보어만은 로마 가톨릭 교황청이 발급해준 여권을 받아 남미로 달아났다는 것이다. 교황청이 발급한 여권번호는 073909 여권에 기재된 이름은 엘리저 골드슈타인, 폴란드, 바르샤바근처의 표트르코프 태생, 직업은 지질학자로 돼 있었다. 그의 여권은 1948년 2월 16일 바티칸 교황청 무국적인 사무소에 의해 발급되었고 교황 비오 12세의 서명이 복사되어 있었다. 그는 이탈리아의 제노아에서 기선 조바니호를 타고 1948년 5월 17일 아르헨티나에 도착했다. 부에노스 아이레스에 도착한 보어만은 페론 내각의 한 장관으로부터 영접을 받았다.그는 페론 대통령의 리무진을 타고 부에노스 아이레스 산마르틴에 있는 살타 130번지로 갔다. 수일 후 그는 부에노스 아이레스 교황청 공관에 등록된 망명여권과 아르젠티나 연방경찰의 외국인과에서 발급한 신분증을 받았다. 신분증번호는 13616이었고 그는 오개월만에 영주권을 받았다. 이렇게 그가 전범임에도 융숭한 영접을 받은 것은 어마어마한 몸값 때문으로 그는 이억달러라는 몸값을 지불했다.아르헨티나의 이민국에는 이러한 사실들을 기록해 놓은 문서들과 보어만의 탈주행각의 배경을 상세히 담아놓은 서류들이 보관돼 있다.

## 드러난 나치 전범 보호
1980년대 중반 민선정부 수립을 계기로 인권유린으로 대변되는 `더러운 전쟁'의 관련자 처벌과 함께 나치 전범의 소재파악과 신병처리문제에 관심이 증대하기 시작했다. 카를로스 메넴 대통령은 취임 초기 나치 출신 독일계 이민과 관련된 외무부의 모든 기밀문서를 공개해서라도 아르헨티나가 전범 보호국이라는 국제사회의 오명을 깨끗이 씻겠다고 공언했다. 이에 따라 이스라엘-아르헨티나 우호협회의 전범진상조사단(DAIA)은 8개월 동안 외무부가 보관중인 전범관련 기록에 접근, 종전 이후 아르헨티나에 스며든 나치 인사들의 규모 등을 파악할 수 있게 됐다. 이들의 조사는 결국 아르헨티나가 소문대로 나치 전범들의 피난처로서 지난 수십년동안 이들에게 면죄부를 허용해왔다는 점을 확인했다.조사결과에 따르면 DAIA는 우선 종전 이후 아르헨티나에 잠입한 나치계 인사들이 1천여명에 이른다는 사실을 밝혀냈다. 이들 중에는 아우슈비츠 수용소에서 `죽음의 천사'로 악명을 드높인 요제제프 멩겔레를 비롯해 히틀러의 부관이었던 마르틴 보어만, 유럽 내 유대인 말살을 주창한 아돌프 아이히만과 에리히 프리프케 등 거물급 나치인사들외에 수백명의 나치용의자, 부역자 등이 포함돼 있다.

### 참고 문헌
- Bartrop, Paul R.; Dickerman, Michael, 편집. (2017). 《The Holocaust: An Encyclopedia and Document Collection》 1. Sanda Barbara; Denver: ABC-CLIO. ISBN 978-1-4408-4083-8.
- Beevor, Antony (2002). 《Berlin: The Downfall 1945》. New York: Viking-Penguin. ISBN 978-0-670-03041-5.
- Bullock, Alan (1999) [1952]. 《Hitler: A Study in Tyranny》. New York: Konecky & Konecky. ISBN 978-1-56852-036-0.
- Evans, Richard J. (2005). 《The Third Reich in Power》. New York: Penguin Group. ISBN 978-0-14-303790-3.
- Evans, Richard J. (2008). 《The Third Reich at War》. New York: Penguin Group. ISBN 978-0-14-311671-4.
- Fest, Joachim C. (1970). 《The Face of the Third Reich: Portraits of the Nazi Leadership》. New York: Pantheon. ISBN 978-0-394-73407-1.
- Hamilton, Charles (1984). 《Leaders & Personalities of the Third Reich, Vol. 1》. San Jose, CA: R. James Bender Publishing. ISBN 0-912138-27-0.
- “Hitler's last days: Preparations for death”. Security Service (MI5). 2020년 1월 8일에 확인함.
- Joachimsthaler, Anton (1999) [1995]. 《The Last Days of Hitler: The Legends, the Evidence, the Truth》. Trans. Helmut Bögler. London: Brockhampton Press. ISBN 978-1-86019-902-8.
- Karacs, Imre (1998년 5월 4일). “DNA test closes book on mystery of Martin Bormann”. 《The Independent》 (London: Independent Print Limited). 2020년 1월 8일에 확인함.
- Kershaw, Ian (2008). 《Hitler: A Biography》. New York: W.W. Norton & Co. ISBN 978-0-393-06757-6.
- 틀:Cite hellback
- Lang, Jochen von (1979). 《The Secretary. Martin Bormann: The Man Who Manipulated Hitler》. New York: Random House. ISBN 978-0-394-50321-9.
- Le Tissier, Tony (2010) [1999]. 《Race for the Reichstag: The 1945 Battle for Berlin》. Barnsley, South Yorkshire: Pen and Sword. ISBN 978-1-84884-230-4.
- Levy, Alan (2006) [1993]. 《Nazi Hunter: The Wiesenthal File》 Revis 2002판. London: Constable & Robinson. ISBN 978-1-84119-607-7.
- Longerich, Peter (2012). 《Heinrich Himmler: A Life》. Oxford; New York: Oxford University Press. ISBN 978-0-19-959232-6.
- McGovern, James (1968). 《Martin Bormann》. New York: William Morrow & Company. OCLC 441132.
- Miller, Michael (2006). 《Leaders of the SS and German Police, Vol. 1》. San Jose, CA: R. James Bender. ISBN 978-93-297-0037-2.
- Moll, Martin (2016).  Spencer C. Tucker, 편집. 《World War II: The Definitive Encyclopedia and Document Collection [5 volumes]》 1. Santa Barbara; Denver: ABC-CLIO. ISBN 978-1-4408-4593-2.
- Mosse, George (2003). 《Nazi Culture: Intellectual, Cultural and Social Life in the Third Reich》. Madison, WI: University of Wisconsin Press. ISBN 978-0-299-19304-1.
- Overy, Richard (2005) [2004]. 《The Dictators: Hitler's Germany and Stalin's Russia》. London: Penguin. ISBN 978-0-14-191224-0.
- Rees, Laurence (writer, director) Kershaw, Ian (writer, consultant) (2012). 《The Dark Charisma of Adolf Hitler》 (television documentary). UK: BBC. 2020년 1월 8일에 확인함.
- Sereny, Gitta (1996) [1995]. 《Albert Speer: His Battle With Truth》. New York: Vintage. ISBN 978-0-679-76812-8.
- Shirer, William L. (1960). 《The Rise and Fall of the Third Reich》. New York: Simon & Schuster. ISBN 978-0-671-62420-0.
- Speer, Albert (1971) [1969]. 《Inside the Third Reich》. New York: Avon. ISBN 978-0-380-00071-5.
- Tofahrn, Klaus W. (2008). 《Das Dritte Reich und der Holocaust》 (독일어). Frankfurt am Main: Peter Lang. ISBN 978-3-631-57702-8.
- “Traueranzeigen: Martin Bormann” (독일어). Westfälische Rundschau. 2013년 3월 15일. 2020년 1월 8일에 확인함.
- Trevor-Roper, Hugh (2002) [1947]. 《The Last Days of Hitler》. London: Pan Books. ISBN 978-0-330-49060-3.
- Whiting, Charles (1996) [1973]. 《The Hunt for Martin Bormann: The Truth》. London: Pen & Sword. ISBN 0-85052-527-6.
- Williams, Max (2015). 《SS Elite: The Senior Leaders of Hitler's Praetorian Guard》 I. Fonthill Media LLC. ISBN 978-1-78155-433-3.
- Wilson, James (2013). 《Hitler's Alpine Headquarters》 (영어). Barnsley: Pen and Sword. ISBN 978-1-78303-004-0.